# Leiopsammodius substriatus
Leiopsammodius substriatus är en skalbaggsart som beskrevs av Vladimir Balthasar 1941. Leiopsammodius substriatus ingår i släktet Leiopsammodius och familjen Aphodiidae. Inga underarter finns listade i Catalogue of Life.